# Apollo Granforte
Apollo Granforte (Legnago, 20 de julio de 1886-Milán, 11 de junio de 1975) fue un barítono ítalo-argentino de gran actuación en el periodo de entreguerras.

## Vida y carrera
Debutó como tenor en su pueblo natal en 1905 como Arturo en Lucia di Lammermoor. Emigró a la Argentina, donde trabajó como zapatero y estudió con Guido Capocci en Buenos Aires.  Debutó en el Teatro Politeama de Rosario, como Giorgio Germont (La traviata), en 1913. Realizó intensa actividad en teatros de Argentina y en el Teatro Solís de Montevideo. En 1921 debutó en La Scala de Milán, en Parsifal y en 1924, fue parte de la gira por Australia de Nellie Melba. En 1929 debutó en el Teatro Colón de Buenos Aires, en esa única temporada cantó en Tosca, Andrea Chenier, I Pagliacci, como Rigoletto, Lohengrin y el estreno mundial de El Matrero de Felipe Boero. 
Granforte fue uno de los más destacados barítonos verdianos y del verismo, cantó Wagner y el estreno de Nerone de Mascagni en 1935.
Se retiró en 1943 en la ópera Fedra de Ildebrando Pizzetti con Iva Pacetti en el titular, en Trieste.
Al retirarse enseñó en el Conservatorio de Ankara, y luego en Praga y Milan. Fue maestro del bajo Raffaele Arié y de la soprano turca Leyla Gencer.
Granforte pertenece a la generación de Mariano Stabile, Carlo Galeffi, Cesare Formichi, Carlo Tagliabue, Benvenuto Franci y Mario Basiola.